# Atto di citazione
L'atto di citazione è un atto del diritto processuale con il quale un soggetto, l'attore, propone una domanda giudiziale. È fatto in forma scritta e ha la duplice funzione di convenire in giudizio il convenuto (vocatio in ius), al quale è notificato, e di chiedere ufficialmente al giudice la tutela di una data situazione giuridica soggettiva (editio actionis).
È previsto in quasi tutti gli ordinamenti di diritto processuale del mondo.

## Nel mondo

### Italia
Nell'ordinamento italiano l'atto di citazione, previsto e disciplinato dall'art. 163 del c.p.c., è l'atto con il quale viene ordinariamente introdotto il processo civile.

#### Requisiti
L'atto di citazione deve essere redatto in lingua italiana, e, salvo il caso che la parte possa stare in giudizio da sola, scritto e sottoscritto da un legale abilitato a difendere la parte avanti al giudice adito. Dinanzi alle giurisdizioni inferiori ed entro determinati limiti di importanza della controversia, la difesa e la rappresentanza in giudizio può essere assunta anche da un praticante avvocato abilitato al patrocinio.
La citazione è un atto tipicamente e doppiamente recettizio, in quanto essa è indirizzata a due differenti soggetti: ovverosia al convenuto e al giudice. Essa viene portata a conoscenza del primo soggetto tramite la notifica a mezzo di ufficiale giudiziario, al secondo viene indirizzata mediante deposito in cancelleria della nota d'iscrizione a ruolo della causa e dei fascicoli di parte. Il deposito in cancelleria dei fascicoli delle parti, costituisce una particolare attività processuale che si chiama costituzione in giudizio. L'attore si costituisce in giudizio depositando la nota d'iscrizione a ruolo e il proprio fascicolo, contenente l'originale della citazione, la procura e i documenti offerti in comunicazione (art. 165 c.p.c.). Il convenuto può costituirsi in giudizio depositando a sua volta in cancelleria il proprio fascicolo, contenente la comparsa di risposta, la copia della citazione notificatagli, la procura e gli altri documenti che offre in comunicazione (art. 166 c.p.c.).
I requisiti formali dell'atto di citazione sono stabiliti dall'art.1633 del codice di procedura civile:
(art.1633 c.p.c.)
Inoltre, deve essere indicato il valore della causa, l'indirizzo di posta elettronica certificata e dove e come si vuole ricevere le comunicazioni da parte delle cancellerie.

#### Termini per comparire
Al fine di non dilatare eccessivamente la durata del processo e al contempo di non permettere una vocatio in ius troppo dilatoria per il convenuto ovvero tale da non garantire il suo diritto di difesa, la legge stabilisce un numero di giorni liberi minimo che l'attore deve concedere alla controparte nella fissazione della data della prima udienza per la comparizione davanti al Giudice adito. 
I termini minimi per comparire sono stabiliti dall'art. 163-bis del codice di procedura civile, in maniera uniforme, e sono di 90 giorni liberi dalla data di notifica dell'atto al convenuto se questi è residente in Italia e di 150 giorni liberi nel caso in cui lo stesso risieda all'estero. 
I termini suindicati possono essere ridotti fino alla metà per le cause in cui vi sia urgenza di provvedere, con apposita istanza dell'attore e con decreto del Presidente del Tribunale adito.
In caso di termine a comparire eccedente il termine minimo a comparire, il convenuto può, a sua volta, costituendosi prima, chiedere che l'udienza di prima comparizione sia congruamente anticipata con istanza al Presidente del Tribunale. Tale nuovo termine fissato dal Presidente con decreto, deve essere comunicato all'attore dal Cancelliere almeno cinque giorni prima dell'udienza così fissata.

#### Notificazione
La notificazione dell'atto di citazione serve a rendere edotto della domanda il soggetto nei cui confronti essa è proposta. È un'attività compiuta dall'ufficiale giudiziario, su richiesta della parte, e consiste nella consegna di una copia dell'atto al destinatario o ad altre persone indicate dalla legge secondo certe modalità prescritte. Tale attività viene certificata dall'ufficiale giudiziario nella relata di notifica apposta all'originale dell'atto, che lo stesso ufficiale consegna alla parte che gli ha richiesto la notifica.

#### Nullità dell'atto di citazione
La legge n. 353/1990 ha riscritto l'art 164 c.p.c. relativo alla nullità della citazione.
Occorre distinguere i vizi della vocatio in ius (atto con il quale viene chiamato il convenuto), da quelli dell'esercizio dell'azione. I vizi relativi alla vocatio in ius sono quelli previsti dai primi tre commi dell'art. 164 c.p.c. (mancano o sono incerti l'indicazione delle parti, del tribunale, dei mezzi di prova, la data dell'udienza di comparizione oppure è stato assegnato un termine a comparire inferiore a quello previsto dalla legge).
La nullità è rilevabile d'ufficio se il convenuto non si è costituito (ipotesi creata sulla falsariga dell'art. 291 c.p.c. relativo alla nullità della notificazione), il giudice ordina un termine perentorio per procedere alla rinnovazione che se avviene sana il vizio con carattere retroattivo (ex tunc). Se la rinnovazione non avviene il processo si estingue. La nullità dei vizi relativi all'esercizio dell'azione è prevista dagli ultimi tre commi dell'art. 164 c.p.c. (non è determinata la cosa oggetto della domanda, mancano i fatti o gli elementi di diritto a sostegno della domanda).
La nullità, rilevata dal giudice, viene sanata se il convenuto si costituisce integrando la domanda; se il convenuto non si costituisce, rinnovando la citazione entro il termine perentorio dato all'attore dal giudice. La sanatoria in questo caso ha effetto non retroattivo (ex nunc). Se la rinnovazione o l'integrazione non avvengono, il processo si estingue.
Se il giudice, nella mancata costituzione del convenuto, omette di rilevare i vizi della vocatio in ius, vi possono essere diverse conseguenze:
1. la rilevabilità dei vizi non è limitata alla prima udienza per cui il giudice potrà farlo in ogni fase del giudizio di primo grado;
2. si distingue la rinnovazione degli atti dalla rimessione in termini, per cui la rinnovazione degli atti non comporterebbe anche la possibilità per la parte di essere rimessa in termini;
3. ultima soluzione (preferibile) per cui ai sensi dell'art. 294 c.p.c. si ritiene che il contumace costituitosi tardivamente potrà essere rimesso in termini se la nullità della citazione gli abbia impedito la conoscenza del processo. Il giudice, se ritiene verosimili i fatti allegati a provare l'impedimento, provvede alla rimessione in termini delle parti.

### Riferimenti normativi
- Testo del codice di procedura civile italiano su wikisource.it